# Finale de la Coupe du monde de rugby à XV 1991
La finale de la Coupe du monde de rugby à XV 1991 est un match de rugby à XV disputé le 2 novembre 1991 au stade de Twickenham de Londres, en Angleterre, au terme de la deuxième édition de la Coupe du monde de rugby, organisée depuis le 3 octobre 1991 par différents pays européens. Elle voit la victoire dans un match pauvre en essais de l'équipe d'Australie qui bat l'équipe d'Angleterre sur la marque de 12 points à 6.

## Feuille de match
La finale de la deuxième Coupe du monde de rugby à XV met aux prises l'Angleterre, nation-hôte, à l'Australie. Ce sont les visiteurs qui l’emportent en marquant un essai contre aucun à leurs adversaires. Le match est arbitré par le Gallois Derek Bevan devant 56 028 spectateurs.
Le 2 novembre 1991 au stade de Twickenham à Londres :  Angleterre 6 - 12 Australie 

## Points marqués

### Angleterre
- Buts de pénalité : Jonathan Webb (2) (trois-quarts centre)

### Australie
- Essai : Tony Daly (pilier gauche)
- Transformation : Michael Lynagh (ouvreur)
- Buts de pénalité : M. Lynagh (2)